# Hundgårdssjön
Hundgårdssjön är en sjö i Bollnäs kommun i Hälsingland och ingår i Ljusnans huvudavrinningsområde. Sjön är 3 meter djup, har en yta på 0,406 kvadratkilometer och är belägen 126,1 meter över havet.

## Delavrinningsområde
Hundgårdssjön ingår i det delavrinningsområde (682830-153924) som SMHI kallar för Utloppet av Hundgårdssjön. Medelhöjden är 164 meter över havet och ytan är 2,5 kvadratkilometer. Det finns ett avrinningsområde uppströms, och räknas det in blir den ackumulerade arean 18,97 kvadratkilometer. Vattendraget som avvattnar avrinningsområdet har biflödesordning 3, vilket innebär att vattnet flödar genom totalt 3 vattendrag innan det når havet efter 89 kilometer. Avrinningsområdet består mestadels av skog (48 procent) och jordbruk (21 procent). Avrinningsområdet har 0,38 kvadratkilometer vattenytor vilket ger det en sjöprocent på 15,3 procent.